# Trillium decipiens
Trillium decipiens är en nysrotsväxtart som beskrevs av J.D.Freeman. Trillium decipiens ingår i släktet treblad, och familjen nysrotsväxter. Inga underarter finns listade.

## Bildgalleri

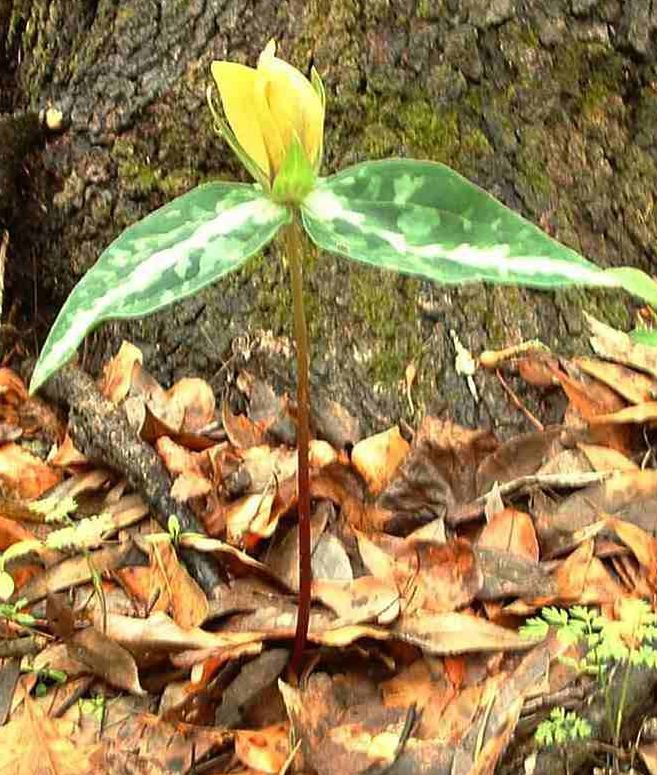